# Faro de Sidi Al Hachmi Al Bahraoui
El faro de Sidi Al Hachmi Al Bahraoui es un faro situado en Mnasra, a 40 kilómetros de la ciudad de Kenitra, en la región de Rabat-Salé-Kenitra, Marruecos. Está gestionado por la autoridad portuaria y marítima del Ministère de l'équipement, du transport, de la logistique et de l'eau.

## Características
Se trata de un torreta construida en mampostería lisa soportada por tres columnas puesta en servicio en 1990.